# Cardamine debilis
Cardamine debilis är en korsblommig växtart som beskrevs av Joseph Banks och Dc. Cardamine debilis ingår i släktet bräsmor, och familjen korsblommiga växter. Inga underarter finns listade i Catalogue of Life.